# جبل الزيت (تونس)
جبل الزِيت جبل يقع بشمال شرقي الجمهورية التونسية، شمال شرقي مدينة زغوان وجنوب غربي مدينة قرمبالية. يبلغ ارتفاعه 751 م.